# Danuvius Labes
La Danuvius Labes è una struttura geologica della superficie di 21 Lutetia.